# Trío para piano (Debussy)

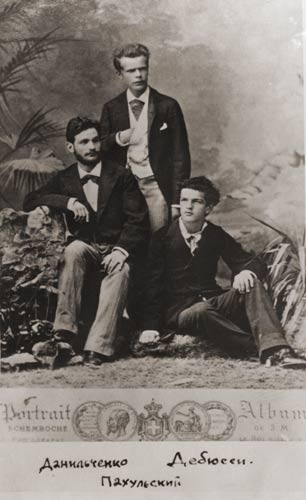
Debussy en 1880. Con el trío que formó Nadezhda von Meck: de izquierda a derecha: Danilchenko (violín), Pachulski (violonchelo) y Debussy (piano).

El Trío para piano en sol mayor, L. 5 (3) es una pieza camerística para violín, violonchelo y piano compuesta por Claude Debussy en 1880, cuando el compositor tenía 18 años. La partitura manuscrita está dedicada a Emile Durand.

## Historia

### Composición
La composición de la pieza tuvo lugar durante el verano de 1880. En aquel momento Debussy residía en el municipio italiano de Fiesole con Nadezhda von Meck, célebre mecenas y protectora de Chaikovski. Allí trabajaba dando clases de piano a los hijos de su anfitriona y participaba en sesiones de música de cámara. La voz musical única del compositor de dieciocho años aún estaba lejos de desarrollarse en esta etapa de su carrera.

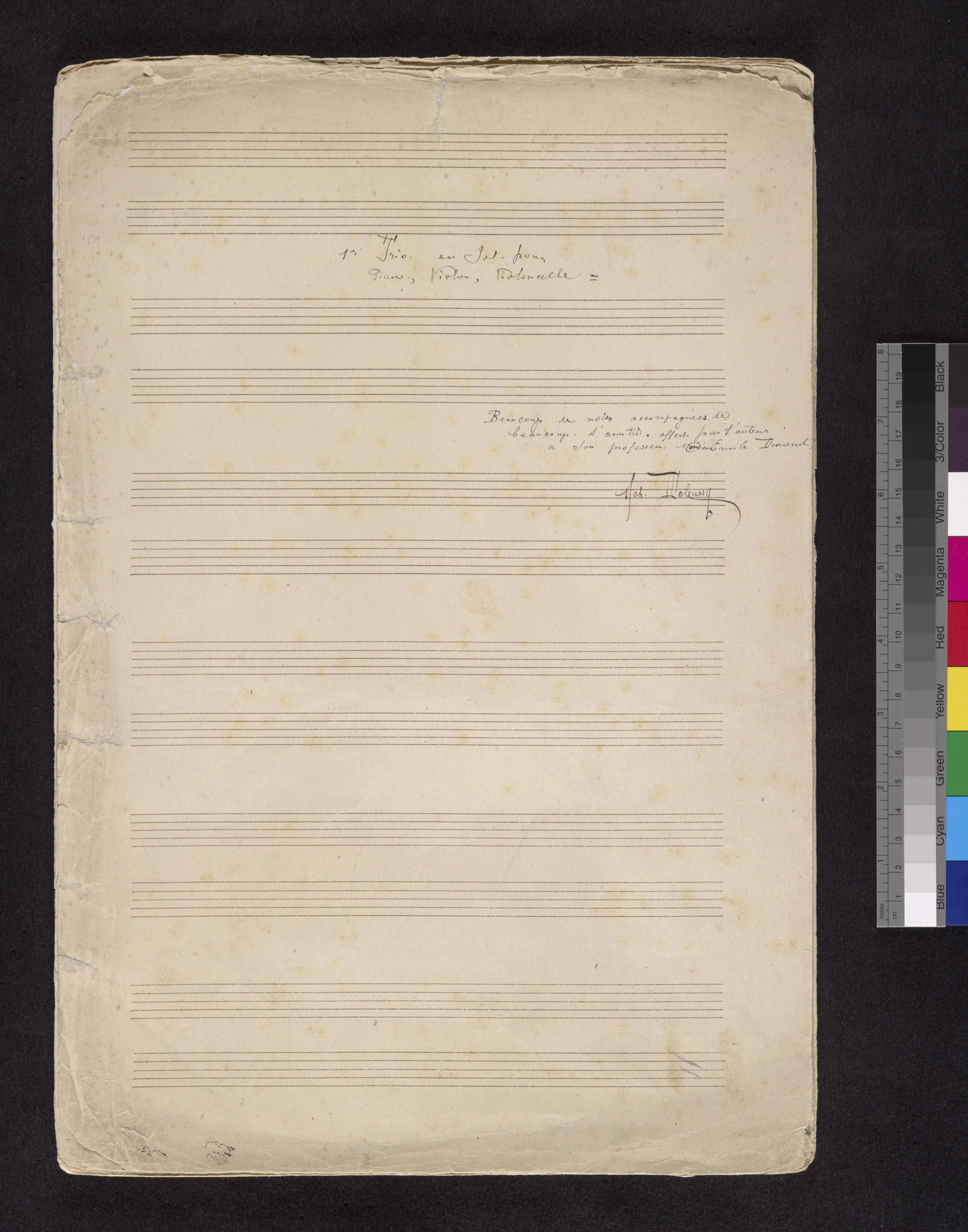
Portada de la partitura autógrafa (The Morgan Library & Museum).

Es su primera composición de música de cámara y es considerada su primera obra extensa. Se trata de un trabajo de juventud que tiene valor como curiosidad. Como obra temprana, se percibe la influencia de compositores admirados por el joven Debussy como César Franck, Robert Schumann y Jules Massenet. Dicha influencia eclipsa los pocos indicios de la futura estatura de Debussy. Pero también lleva las semillas de la futura estética característica del compositor: un toque modal, "una ligereza, un cierto sentido de la transparencia [...] y una notable originalidad rítmica."
Se conserva la partitura autógrafa del primer movimiento y la parte completa para violonchelo, que en la actualidad se custodia en The Morgan Library & Museum en Nueva York y se puede consultar en línea. Las partituras autógrafas de los otros tres movimientos, que se creían perdidas, fueron descubieras en 1982 en el legado de Maurice Dumesnil, un alumno de Debussy, a la Escuela de Música de la Universidad de Michigan (Ann Arbor), en cuyo poder permanecen. Existen algunas discrepancias considerables en el segundo movimiento entre la partitura de Ann Arbor y la parte para violonchelo de Morgan, lo cual sugiere que las fuentes neoyorquinas probablemente proceden de una versión revisada del Trío y la partitura de Ann Arbor representa los tres últimos movimientos en sus versiones iniciales.
La dedicatoria que figura en la partitura manuscrita es para Émile Durand, que era profesor de armonía del conservatorio de Debussy:

«Beaucoup de notes accompagnées de beaucoup d'amitié. Offert par l'auteur à son professeur [...]»
«Muchas notas acompañadas de mucha amistad. Presentado por el autor a su profesor [...]»
— Claude Debussy

### Estreno y publicación
El estreno de esta obra tuvo lugar en la residencia de la Madame von Meck en la interpretación del propio compositor al piano, Vladislav Pachulsky al violín y Piotr Danilchenko al violonchelo.
La primera edición fue llevada a cabo por la casa editorial G. Henle Verlag en 1986 en Múnich. La reconstrucción de esta pieza, que en su día se consideró una de las primeras obras destruidas por el compositor o perdidas durante los cien años siguientes, conforme a Blair Johnston debe considerarse  sin duda entre los triunfos musicológicos de la década de 1980. Aunque fue necesaria cierta recomposición, la mayor parte de la obra se reconstruyó a partir de diversas fuentes auténticas, incluidos varios manuscritos parciales y una copia de la parte original para violonchelo. En la reconstrucción intervinieron varias partes, sobre todo el musicólogo Ellwood Derr.

## Estructura
La obra consta de cuatro movimientos:
- I. Andantino con moto allegro, en sol mayor 3
4
- II. Scherzo. Intermezzo – Moderato con allegro, en si menor con trío en si mayor 2
4
- III. Andante espressivo, en sol mayor 4
4
- IV. Finale. Appassionato, en sol menor → sol mayor 6
8

La interpretación de esta obra dura aproximadamente entre 20 y 25 minutos. 

### I.Andantino con moto allegro
El primer movimiento, Andantino con moto allegro, está escrito en la tonalidad de sol mayor y en compás de 3/4. Su estructura dista mucho de la venerable forma sonata-allegro que se encuentra en numerosas piezas de concierto del siglo XIX. El gesto inicial se presenta ingeniosamente con la alineación métrica "incorrecta" durante la frase introductoria del piano, sólo para ser desplazado un compás hacia atrás a su ubicación correcta con la entrada del violinista cuatro compases después. Le sigue una música más animada con la indicación de tempo Allegro appassionato. A medida que el movimiento se acerca a su punto medio el violonchelista presenta una melodía suave, dominada por tresillos, que pronto es retomada también por el violinista. La repetición en pianissimo del material inicial (dudamos si llamarlo recapitulación) es desalojado por el Allegro appassionato, ahora en sol mayor, tras sólo veintidós compases. Poco antes de la conclusión, que se ejecuta con el mismo tipo de disolución pianissimo típica del estilo maduro de Debussy, se permite que el material inicial ocupe de nuevo el lugar que le corresponde en tónica.

### II.Scherzo. Intermezzo – Moderato con allegro
El segundo movimiento, Scherzo. Intermezzo – Moderato con allegro, está en compás de 2/4. Quizás la música más fascinante de la pieza se encuentre en el relativamente breve movimiento. Gran parte del ingenio de Robert Schumann está presente en la mezcla, si bien los paralelismos ornamentados y ocultos del Un poco piu lento son completamente debussyanos.

### III.Andante espressivo
El tercer movimiento, Andante espressivo, está en compás de 4/4. La suave melodía y la manera en que la retoma directamente el violín tras la presentación inicial del violonchelista, puede resultar algo artificiosa. Los ondulantes arpegios de la sección central evocan el estilo pianístico temprano del compositor (Clair de lune y similares).

### IV.Finale.Appassionato
El cuarto y último movimiento, Finale. Appassionato, está en compás de 6/8. Proporciona un sólido final a la obra, a pesar de una falta de coherencia armónica que en ocasiones distrae (hay que señalar que las secciones más débiles del movimiento son del propio Debussy, mientras que la reconstrucción está interpretada con consumada habilidad). Las relaciones cromáticas de las zonas tonales contenidas en el movimiento (desde el sol menor inicial, pasando por la bemol mayor, mi mayor y su paralelo menor) y la forma armónicamente agitada en que el compositor pasa de una zona tonal (y temática) a la siguiente, desarrollando sus bien dibujados motivos por el camino, son algunas de las características que habrían suscitado más críticas durante las primeras etapas de su carrera. La decisión de Debussy de debilitar la cadencia final (ya muy breve) aterrizando en un acorde de tónica alterada (V de IV) y presentando después una serie de acordes no cadenciales sobre el pedal de tónica, muestra que el joven compositor ya empezaba a explorar formas de eludir las fórmulas armónicas tradicionales.

## Recepción de la obra
El crítico musical Harold Schonberg escribió un artículo para The New York Times en 1984 con motivo de una de las primeras grabaciones, aún incompleta, de este Trío:

«La pieza de Debussy es juvenil. Puedes pasar un momento divertido poniéndolo en el tocadiscos y pidiéndole a tus amigos entendidos que intenten adivinar qué compositor es. Nada en la música sugiere a Debussy. Es dulce, sentimental y azucarado; rayando la música de salón.»

La crítica Charlotte Gardner escribió para la BBC en 2012 sobre una grabación posterior del Cuarteto Brodsky con el pianista Jean-Efflam Bavouzet:

«El Trío para piano adolescente de Debussy no suele ver la luz del día, sobre todo porque lo muestra todavía en modo de búsqueda de pies. Aún así, es una escucha agradable y es interesante comparar su segundo movimiento pizzicato con el del Cuarteto [de cuerda de Debussy], y los Brodsky y [el pianista] Jean-Efflam Bavouzet evidentemente se divierten. Son una combinación sin esfuerzo, que saca mucho partido de las inclinaciones románticas y acarameladas de la obra, de la gran belleza de muchos de sus pasajes y de sus texturas ligeras y claras.»

## Grabaciones
La primera grabación de la pieza fue hecha en 1984 por Western Arts Trio (Brian Hanly al violín, David Tomatz al violonchelo y Weiner Rose al piano) en Laurel LR-127.